# سیارک ۲۹۵۵۲
سیارک ۲۹۵۵۲ (به انگلیسی: 29552 Chern، نامگذاری:1998CS2) بیست و نه هزار و پانصد و پنجاه و دومین سیارک کشف شده‌است که در ۱۵ فوریه ۱۹۹۸ کشف شد.